# GB E 2/3
Die Gotthardbahn-Gesellschaft (GB) kaufte 1883 eine Tenderlokomotive der Bauart E 2/3. Diese Lokomotive ist die 1000. von Krauss & Cie in München hergestellte Lokomotive. Ursprünglich wurde sie 1882 für die Werrabahn gebaut, von dieser aber nicht übernommen.

## Allgemeines
Da die Lokomotive anlässlich ihrer Ausstellung an der Bayerischen Landesausstellung 1883 mit der Nummer 1000 versehen wurde, hat man diese Nummer bei der Übernahme durch die GB belassen. Bei der Verstaatlichung und Übernahme durch die SBB bekam sie die Nummer 8200. Am Anfang lautete die Bezeichnung dieser nur aus dieser Lok bestehenden Serie B II, welche dann 1887 auf F 2 geändert wurde. Später wurde die heute noch gültige Bezeichnung E 2/3 eingeführt, dies weil zugleich die Höchstgeschwindigkeit nach unten angepasst wurde (sonst wäre es eine Eb 2/3 geworden).

## Technisches
Von der Fahrwerkmasse und der Anordnung her war es eine gelungene Maschine mit wenig Überhang, jedoch machte die steif gelagerte Laufachse vieles zunichte; durch sie war der Gesamtradstand von 4300 mm starr. Die beiden gekuppelten Triebachsen befanden sich weit hinten unter der Feuerbüchse, dadurch war die Gewichtsverteilung nicht optimal. So wurde die Laufachse mit 11 Tonnen belastet, während nur 27 Tonnen als Reibungsgewicht übrig blieben. Der Kessel besass keinen Dampfdom, sondern ein Sammelrohr. Der Regulator war in der Rauchkammer, welche eine schräge Rauchkammerrohrwand besass. Die Kesselmitte befand sich 1965 mm über Schienenoberkante. Auf dem Mannlochdeckel befand sich ein Ramsbottom-Sicherheitsventil.
Das aussen angeordnete Triebwerk mit den Zylindern hinter der Laufachse greift auf die hintere Kuppelachse. Dadurch ergaben sich günstige Stangenlängen. Die Steuerung war eine nach Stephenson mit waagrechter Schieberbahn. Die Schieberschubstangen waren an konstant schwingenden Hängeeisen aufgehängt, und die Kulissen waren an einem gebogenen Trageisen, welches unten gefasst wurde und über eine Hilfssteuerwelle eingestellt wurde. Die Ansteuerung erfolgte über eine Steuerschraube und eine spezielle Steuerwelle, welche an der Kuppelachse befestigt war. Die relativ langen Ein- und Ausströmleitungen wurden durch einen Blechkasten geschützt. Die Kolbenstangen waren nach vorne durchgeführt. Der Innenrahmen bildete zugleich einen dreiteiligen Wasserkasten mit 5,8 m³ Inhalt. Die Laufachse wurde mit einer starken Querfeder gefedert. Die beiden Triebachsen besassen zwei gemeinsame Längsfedern. Diese befanden sich weit oben in den, beide Triebräder abdeckenden, Radkästen. Diese ragten sogar teilweise in den Führerstand. Sie stützten sich in der Mitte auf einen Querbalken ab, der sich tief unterhalb der Achslager zwischen den beiden Triebachsen befand.
Das Führerhaus war gut ausgebildet und seitlich zur Hälfte geschlossen, hinten aber offen. Die beiden Kohlekästen mit einem Fassungsvermögen von 1,7 Tonnen befanden sich beidseitig in und vor dem Führerhaus neben der Feuerbüchse.
Die Lokomotive war mit einer Exterbremse versehen. Über einen von Hand zu betätigenden Wurfhebel wurden einseitig auf beide Triebräder Bremsklötze gepresst. Für den Zug war ab 1887 vorübergehend eine Vakuumbremse der Bauart Hardy eingebaut. Zu einer Umrüstung auf die Westinghouse kam es nicht mehr, so dass die Vakuumbremse wegen Nichtbedarfs später entfernt wurde. Sie besass ab Werk eine Dampfheizung für den Zug. Der Geschwindigkeitsmesser der Bauart Klose wurde 1895 eingebaut.

## Betriebliches
Die anfänglich auf 75 km/h festgelegte Höchstgeschwindigkeit war für die steife Lokomotive zu hoch, so wurde sie im Jahre 1902 auf 45 km/h festgesetzt. Die Lokomotive wurde lange Zeit im Rangierdienst in Biasca eingesetzt, kam aber bei Bedarf auch auf die Strecke.
Die Zugkraft wird mit 3750 kg angegeben, die Leistung betrug bei 25 km/h 350 PS.